# GIEKSA Arena
Die GIEKSA Arena ist ein Fußballstadion in der polnischen Stadt Bełchatów. Es dient hauptsächlich als Spielstätte des Fußballvereins GKS Bełchatów, der gegenwärtig in der drittklassigen 2. Liga spielt. Im Juli 2014 erhielt das GKS-Stadion den neuen Namen GIEKSA Arena.

## Geschichte
Das 1977 eröffnete Stadion bot 2008 wegen laufenden Umbauarbeiten Platz für 4.170 Zuschauer. Bei Abschluss der Bauarbeiten stieg die Kapazität auf 5.264 Plätze an. Das Spielfeld ist mit einer Rasenheizung unterlegt und das Flutlicht bietet eine Beleuchtungsstärke von 2.000 Lux.
Am 13. Mai 2008 fand im GKS-Stadion das Endspiel des polnischen Fußballpokals zwischen Legia Warschau und Wisła Krakau (4:3 n. E.) statt.
In den Jahren 2019–2021 wurde das Stadion vorübergehend vom Erstligisten Raków Częstochowa genutzt.
Seit 2022 wird das Stadion vorübergehend auch vom Zweitligisten Skra Częstochowa genutzt.

## Tribünen
Die Spielstätte bietet insgesamt 5.264 Sitzplätze, von denen 384 für die Gästefans zur Verfügung stehen.
- Ehrentribüne: 198 Sitzplätze
- Osttribüne A: 640 Sitzplätze
- Südtribüne B: 2.084 Sitzplätze
- Westtribüne C: 1.248 Sitzplätze
- Nordtribüne D: 1.068 Sitzplätze
- Rollstuhlbereich: 26 Plätze